# Ordener og dekorationer
Ordener og dekorationer tildeles personer, som har udført ekstraordinære ydelser, være sig civilt, politisk eller militært.
Civile ordener og dekorationer bevilges i forbindelse med blandt andet: lang og tro tjeneste, ekstraordinært videnskabeligt arbejde, fremragende forfatterskab, menneskelige præstationer ud over det sædvanlige, politiske karrierer samt til ledende statsmænd osv., medens militære ordner og dekorationer tildeles for anciennitet, mod og styrke under krigshandlinger, tjenestegøring i krigs- og besatte områder etc.